# Bal-Sagoth
Bal-Sagoth — английская группа, играющая в жанре симфонический блэк-метал, существующая с 1993 года. Как представитель эпик-метала, Bal-Sagoth тяготеют к крупным эпическим формам, создавая сюжетные концептуальные альбомы в жанре фэнтэзи. Альбомы группы объединяются в циклы с продолжением, их сюжеты полны различными языческими, квазиисторическими, квазимифологическими персонажами, в духе книг Говарда Лавкрафта и Роберта Э. Говарда, к которым в текстах песен периодически встречаются отсылки. Сюжеты циклов, как правило, носят героический, космогоническо-эсхатологический характер.

## История
Английская группа Bal-Sagoth была основана вокалистом, композитором и поэтом Байроном Робертсом (Byron Roberts). Название происходит от книги Роберта Говарда «Боги Бал-Сагота». Робертс впервые задумал создать коллектив в 1989 году, но реализовал свою мечту лишь когда в 1993 году встретился с гитаристом Крисом Модлингом и его братом, барабанщиком Джоном. Вскоре состав группы был окончательно укомплектован басистом Джейсоном Портером (Jason Porter) и клавишником Винсентом Крабтри (Vincent Crabtree), и группа записала своё первое демо. Запись произвела впечатление на представителей Cacophonous Records, с группой был подписан контракт, и вскоре началась работа над дебютным альбомом «A Black Moon Broods over Lemuria» (вышел в 1995 году).
С тех пор Bal-Sagoth зарекомендовал себя как неординарный коллектив, сочетающий в своей музыке элементы блэк-, дэт- и пауэр-метал Сами музыканты описывают свой стиль как battle-metal, war-metal, epic barbarian metal, true britannic war metal и т. п. Звучание группы эволюционировало от жёсткого, гитарно-«дисторшного», «блэкового» на ранних альбомах к более выверенному, мелодизированному, «симфонизированному» звуку с акцентом на клавишные, хотя характерный «блэковый» вокал по-прежнему имеет место. Состав Bal-Sagoth неоднократно менялся, но «у руля» неизменно оставался главный идеолог группы Байрон. В 2000-е годы группа стала подопечной авторитетного «металлического» лейбла Nuclear Blast.
После 2006 года группа перестала выпускать альбомы, но до 2011 года включительно выступала на фестивалях. В 2013 году бывшие участники Bal-Sagoth образовали новую группу Kull. Альбомы Bal-Sagoth продолжают переиздаваться, а Байрон выпускает рассказы и комиксы по вселенной Bal-Sagoth.

## Участники

### Классический состав
- Байрон Робертс (англ. Byron Roberts) — концепция, лирика, вокал;
- Джонни Модлинг (англ. Jonny Maudling) — клавишные;
- Крис Модлинг (англ. Chris Maudling) — гитара;
- Марк Гринвелл (англ. Mark Greenwell) — бас-гитара;
- Пол Джексон (англ. Paul «Wak» Jackson) — ударные.

### Бывшие участники
- Jason Porter — бас (на выступлениях);
- Vincent Crabtree — клавишные (на выступлениях), а также на нескольких записях демо 1993 года и первого альбома;
- Leon Forrest — клавишные (на выступлениях);
- Alistair MacLatchy — бас (на выступлениях);
- Dave Mackintosh — ударные;
- Dan Mullins − ударные.

## Дискография

### Номерные альбомы
| Название                                                    | Год выпуска | Лейбл                 |
| ----------------------------------------------------------- | ----------- | --------------------- |
| A Black Moon Broods over Lemuria                            | 1994        | Cacophonous Records   |
| Starfire Burning Upon the Ice-Veiled Throne of Ultima Thule | 1996        | Cacophonous Records   |
| Battle Magic                                                | 1998        | Cacophonous Records   |
| The Power Cosmic                                            | 1999        | Nuclear Blast Records |
| Atlantis Ascendant                                          | 2001        | Nuclear Blast Records |
| The Chtonic Chronicles                                      | 2006        | Nuclear Blast Records |

### Демозапись
- Demo (1993)